# Secret Sharing
Secret Sharing er en særlig disciplin inden for kryptologien, der tillader en arbitrær delmængde af en større gruppe af personer at "samle" en hemmelighed. Ideelt set kan ingen af enkeltpersonerne få noget ud af sin egen del. F.eks. kunne man konstruere et system så to af tre bankfuldmægtige i fællesskab kan åbne bankboksen, men ingen af de bankfuldmægtige kan åbne den alene.
Mere formelt er der en fordeler og n deltagere. Fordeleren giver en hemmelighed til deltagerne, men kun når bestemte betingelser er opfyldt. Fordeleren opnår dette ved at give hver deltager en andel på en sådan måde at enhver gruppe på t (for tærskel, eng. threshold) eller flere deltagere sammen kan rekonstruere hemmeligheden, men ingen gruppe på mindre end t deltagere kan. Et sådant system kaldes et (t,n)-threshold system (til tider skrevet som (n,t)-threshold system).
Secret sharing blev opfundet uafhængigt af både Adi Shamir og George Blakley i 1979.
Et sådant system blev implementeret i det tidligere Sovjetunionen, hvor to af gruppen bestående af præsidenten, forsvarsministeren og forsvarsministeriet kunne aktivere de sovjetiske atomvåben.